# Христина Кесарійська
Христина Кесарійська (+ бл. 288/300, Кайсері) — християнська свята, мучениця.
Пам'ять: 6 лютого (19 лютого).

## Життєпис
Жила в Кесарії Каппадокійській і постраждала за часів імператора Діоклетіана в 288 або 300 році.
Вона та її сестра, Калліста, були християнками, але побоялися мук, відреклися від Христа і стали вести нечестиве життя. Правитель Сапрікій наказав їм умовити святу мученицю Дорофею принести жертву поганським богам. Однак сталося навпаки: жінки, переконані святий Дорофєєв, що милосердям Божим дарується спасіння всім кається, покаялися і знову звернулися до Христа. За це їх пов'язали спинами і спалили в смоляний бочці. Святі сестри Христина і Калліста страдницьки померли, принісши покаянну молитву Господу.